# Liste markanter und alter Baumexemplare in Rheinland-Pfalz
Markante und alte Bäume in Rheinland-Pfalz haben meist ein Alter zwischen 300 und 600 Jahren. Viele Dörfer haben sogenannte tausendjährige Eichen oder Linden, die bei näherer Untersuchung diesen Anspruch meist nicht erfüllen. Die Altersdaten beruhen meist auf Schätzung oder Überlieferung, nur wenige einzelne Bäume sind anhand von Quellen oder Kernbohrung verlässlich altersbestimmt (siehe auch Altersbestimmung von Bäumen). Darüber hinaus existieren einige Bäume, die schon deshalb besonders interessant sind, weil sie das älteste bekannt gewordene Exemplar einer Art oder das größte jemals bekannt gewordene Exemplar darstellen.
Siehe auch Kategorie Einzelbaum in Rheinland-Pfalz.
| Bild                 | Name          | Gattung/Art  | Stamm- umfang | Höhe (m) | ungefähres Alter (Jahre) | Ort                                                   | Landkreis                 | Besonderheiten                                                        |
| -------------------- | ------------- | ------------ | ------------- | -------- | ------------------------ | ----------------------------------------------------- | ------------------------- | --------------------------------------------------------------------- |
| weitere Bilder       | Alte Eiche    | Eiche        | 11,00 m       |          | 800–1100                 | Dausenau Lage                                         | Rhein-Lahn-Kreis          | eine der ältesten Eichen Deutschlands                                 |
| Dicke Keschde (2017) | Dicke Keschde | Edelkastanie | 9,00 m        |          | 400–650                  | Dannenfels Lage                                       | Donnersbergkreis          | dickste Edelkastanie nördlich der Alpen; „Champion Tree 2012“ der DDG |
| Kirchlinde (2011)    | Kirchlinde    | Linde        | 10,08 m       |          | 400–600                  | Rückeroth Lage                                        | Westerwaldkreis           | siebenstämmig                                                         |
| BW                   | Knautheiche   | Traubeneiche | 6,70 m        |          | 350–400                  | Misselberg Lage                                       | Rhein-Lahn-Kreis          | Wappenbaum des Orts                                                   |
| Kraamer Eiche (2009) | Kraamer Eiche | Stieleiche   | 6,24 m (2017) | 29       | 426 gekeimt vor 1600     | Kraam Verbandsgemeinde Altenkirchen-Flammersfeld Lage | Altenkirchen (Westerwald) | „Alte Dorfeiche im Ortszentrum“ Wappenbaum Naturdenkmal (ND-7132-383) |
| weitere Bilder       | Schöne Eiche  | Stieleiche   | 7,55 m        |          | 350–560                  | bei Endlichhofen Lage                                 | Rhein-Lahn-Kreis          | „eine der schönsten Eichen Deutschlands“                              |

- Karte mit allen Koordinaten:
- OSM |
- WikiMap